# Carlos Seppaquercia
Carlos Dantón Seppaquercia (Luján, Buenos Aires, Argentina, 30 de marzo de 1954), futbolista argentino retirado. Su puesto era delantero y posee el récord del gol más rápido del fútbol argentino en el profesionalismo, con solo cinco segundos de juego. El tanto fue convertido el 18 de marzo de 1979 entre Gimnasia y Esgrima La Plata, club al cual pertenecía, y Huracán. El gol, convertido desde mitad de cancha, fue por arriba del arquero Jesús Osvaldo Borzi, del club de Parque Patricios, que se encontraba adelantado.

“Estaba por empezar el partido y veo de reojo que el arquero estaba adelantado. Le digo a mi compañero que toque suavecito la pelota para adelante y ahí le doy...”

## Clubes
- (1973-1977)  Flandria, 86 partidos, 38 goles. Primera División “B”.
- (1977-1978)  River Plate, 17 partidos, 7 goles. Primera División “A”.
- (1979)  Gimnasia y Esgrima La Plata, 16 partidos, 3 goles. Primera División “A”.
- (1980-1985)  Deportivo Italiano, 210 partidos, 72 goles. Primera División “B”.